# Posiołok Luby Kondratienko
Posiołok Luby Kondratienko (ros. Посёлок Любы Кондратенко) – osiedle w Rosji, w Osetii Północnej, w rejonie mozdockim. W 2010 liczyło 80 mieszkańców.